# Daniel Zovatto
Daniel Zovatto, född 28 juni 1991 i Costa Rica, är en skådespelare.
Zovatto har bland annat medverkat i TV-serierna Penny Dreadful: City of Angels från 2020 och Station Eleven (2021–2022). Han har även medverkat i filmen The Pope's Exorcist från 2023.

## Filmografi (i urval)
- 2020: Penny Dreadful: City of Angels
- 2021–2022: Station Eleven
- 2023: The Pope's Exorcist
- 2023: Woman of the Hour